# Stefano (figlio di Antifane)
Stefano (in greco antico: Στεφάνος?, Stephànos; in latino Stephanus; IV secolo a.C. – III secolo a.C.) è stato un drammaturgo greco antico.

## Biografia
Figlio di Antifane, Stefano, secondo le fonti, avrebbe esordito proseguendo la tradizione di famiglia, con il mettere in scena alcune commedie del padre: in questo, si adattò alla tradizione familiare degli autori teatrali, come aveva fatto Euripide jr. con il padre e Ararote con Aristofane.

## Commedie
Stefano fu autore della commedia Il Filospartano, di cui ci resta un solo frammento di 5 versi. Si tratta di un dialogo tra uno schiavo, Sosia, ed un altro personaggio non identificato:
B: Che stranoǃ Gli ha dato un nuovo tipo di coppa?
S: Macchéǃ Si tratta davvero di un villaggio, vicino Turi.
B: Quando hai detto "prestato", ho subito pensato alle coppe rodie,
Sosia, e a quelle schifezze di coppe efebie.»
(trad. A. D'Andria)